# 80式100毫米迫击炮
80式100毫米迫击炮是中國人民解放軍使用的71式100公厘迫擊炮之改良型，1980年定型，主要由空降部队使用。但由於更先進的PP89式100公厘迫擊炮，因此較少出現。

## 簡介
在解放軍編制武器中，100公厘迫擊炮是作為步兵團級火力支援主力武器，由於當時步兵部隊機械化比例較低，解放軍步兵仍仰賴徒手運輸配賦武器。71式迫擊砲雖然成功的減重到炮組成員可以人力搬運，但解放軍仍然期望有更輕盈的武器適合團一級攜帶，80式則是兵工單位對這個目標的期望。
以71式的設計基礎下，兵工單位以更輕且強度相等的材質替換原先使用材料，炮管採用710高強度無縫合金鋼、雙腳架採用7A04(LC4)超硬鋁合金與LY12硬鋁合金製造、迫擊炮底座則是採用TA7鈦合金。藉由導入更先進的輕合金，80式的全重壓縮到52公斤，單一零件在21公斤以下。但由於使用材料的價格偏高，因此解放軍陸軍僅少量購置此裝備，而是更注重重量需求的中國人民解放軍空降兵軍運用。